# Ouzbékistan aux Jeux olympiques d'hiver de 2018
L'Ouzbékistan participe aux Jeux olympiques d'hiver de 2018 à Pyeongchang en Corée du Sud du 9 au 25 février 2018. Il s'agit de sa septième participation à des Jeux d'hiver avec un délégation composée de deux sportifs.

## Patinage artistique
| Athlètes | Épreuves          | Points court | Points court | Points libre | Points libre | Total  | Total |
| Athlètes | Épreuves          | Points       | Rang         | Points       | Rang         | Points | Rang  |
| -------- | ----------------- | ------------ | ------------ | ------------ | ------------ | ------ | ----- |
| Misha Ge | Individuel hommes |              |              |              |              |        |       |

## Ski alpin
| Athlète           | Épreuves     | Course 1 | Course 1 | Course 2 | Course 2 | Total | Total |
| Athlète           | Épreuves     | Temps    | Rang     | Temps    | Rang     | Temps | Rang  |
| ----------------- | ------------ | -------- | -------- | -------- | -------- | ----- | ----- |
| Komiljon Tukhtaev | Slalom géant |          |          |          |          |       |       |
| Komiljon Tukhtaev | Slalom       |          |          |          |          |       |       |